# Darevskia
Darevskia é um género de répteis escamados pertencente à família Lacertidae.

## Espécies
- Darevskia alpina
- Darevskia armeniaca
- Darevskia bendimahiensis
- Darevskia brauneri
- Darevskia caucasica
- Darevskia clarkorum
- Darevskia daghestanica
- Darevskia dahli
- Darevskia derjugini
- Darevskia lindholmi
- Darevskia mixta
- Darevskia parvula
- Darevskia portschinskii
- Darevskia praticola
- Darevskia raddei
- Darevskia rostombekovi
- Darevskia rudis
- Darevskia sapphirina
- Darevskia saxicola
- Darevskia unisexualis
- Darevskia uzzelli
- Darevskia valentini